# Agromyza frontosa
Agromyza frontosa är en tvåvingeart som först beskrevs av Becker 1908.  Agromyza frontosa ingår i släktet Agromyza och familjen minerarflugor.
Artens utbredningsområde är Kanarieöarna. Inga underarter finns listade i Catalogue of Life.